# 极速前进32
《极速前进32》（英語：The Amazing Race 32）是CBS的流行真人競賽節目《极速前进》的第三十二季。本季有十一支队伍为最终大奖——一百万美元进行环球旅行竞赛。本季于2020年10月14日首播。紧接《老大哥》第22季的季终集。

## 制作

### 发展及拍摄
本季于2018年11月10日于洛杉矶好莱坞碗进行起跑，并于同年12月3日于新奥尔良，路易斯安那州结束拍摄。

### 参赛者
本季有11支队伍参赛。
因为可能要增删一些资料，此列表并不一定会完全反映所有播映版本的内容。下表列出的队员关系为节目拍摄时期的状态，关系描述为官方版本。
| 队伍                | 队员关系         | 分段比赛成绩 | 分段比赛成绩 | 分段比赛成绩 | 分段比赛成绩 | 分段比赛成绩 | 分段比赛成绩 | 分段比赛成绩 | 分段比赛成绩 | 分段比赛成绩 | 分段比赛成绩 | 分段比赛成绩 | 分段比赛成绩 | 路障完成情况           |
| 队伍                | 队员关系         | 1            | <2>          | 3            | <4>          | <5>          | <6>          | 7            | 82           | 82           | 9            | 10           | 11           | 路障完成情况           |
| ------------------- | ---------------- | ------------ | ------------ | ------------ | ------------ | ------------ | ------------ | ------------ | ------------ | ------------ | ------------ | ------------ | ------------ | ---------------------- |
| Will & James        | 情侣→订婚5       | 4th          | 6th          | 1st⊃         | 1st          | 4th          | 4th          | 1st          | 3rd>         | 2nd          | 2nd          | 2nd          | 1st          | Will 6, James 5        |
| Hung & Chee         | 夫妇             | 1st          | 1st          | 2nd          | 6th          | 2nd          | 3rd          | 3rd          | 4th          | 4th          | 3rd          | 3rd          | 2nd          | Hung 5, Chee 6         |
| Riley & Maddison    | 职业排球运动员   | 3rd          | 3rd          | 4th          | 4th          | 1st          | 2nd          | 2nd          | 1st          | 1st>         | 1st⋑3        | 1st          | 3rd          | Riley 6, Maddison 5    |
| DeAngelo & Gary     | 前NFL球员        | 10th         | 2nd          | 5th          | 7th          | 5th          | 1st          | 4th          | 2nd          | 3rd          | 4th⊃         | 4th4         |              | DeAngelo 5, Gary 4     |
| Eswar & Aparna      | 姐弟             | 7th          | 4th          | 6th          | 5th          | 6th          | 5th          | 6th          | 5th          | 5th          | 5th⊂         |              |              | Eswar 5, Aparna 4      |
| Kaylynn & Haley     | 姐妹             | 8th          | 8th          | 3rd⋑         | 8th          | 7th          | 7th          | 5th>         | 6th<         | 6th<         |              |              |              | Kaylynn 4, Haley 4     |
| Leo & Alana         | 情侣             | 6th          | 7th          | 8th⊂         | 3rd          | 3rd          | 6th          | 7th<         |              |              |              |              |              | Leo 4, Alana 2         |
| Michelle & Victoria | 姐妹             | 2nd          | 5th          | 7th          | 2nd          | 8th          |              |              |              |              |              |              |              | Michelle 3, Victoria 2 |
| Jerry & Frank       | 父子             | 5th          | 9th          | 9th⋐         |              |              |              |              |              |              |              |              |              | Jerry 0, Frank 2       |
| Kellie & LaVonne    | 前奥运跨栏运动员 | 9th          | 10th         |              |              |              |              |              |              |              |              |              |              | Kellie 1, LaVonne 1    |
| Nathan & Cody       | 挚友             | 11th1        |              |              |              |              |              |              |              |              |              |              |              | Nathan 0, Cody 1       |

- 红 : 该队已被淘汰
- 橙色+：该赛段含有“对抗”（Head to Head）。橙色-：表示该队伍输掉最后一次对决并被淘汰。
- 下线蓝：该队最后抵达非淘汰提示站，他们须在下赛段接受「减速障碍」（Speed Bump）任务。
- 金>：该队指定让路；<是被指定让路的队伍；<>表示该赛段有让路但无队伍使用
- 棕⊃或青⊃：该队为两队中，使用「双重迴转」（Double U-turn）之其中一队队伍；⊂或⋐是被指定迴转的队伍。⊂ ⋑表示回转未使用。
- 紫ε：该队于赛段中使用「迅速通关卡」（Express Pass）。洋红ə：该队于赛段中使用，获另一队给予的第二张「迅速通关卡」。
- 绿ƒ：该队赢得「通行证」（Fast Forward）；而附有ƒ的赛程号码表示虽然该赛段有通行证但并无队伍选择使用。
- 下线黑：该赛段提示站并无设强制休息时段，队伍被指示立即进入下一赛段继续比赛，而本赛段的首名队伍不会获赛段奖项。

1. ^  Nathan & Cody最后一队抵达中继站，尽管此赛段属于无休息连续赛段，他们还是被淘汰。
2. ^  第八赛段为本季的巨型赛段，将有两个路障和两个绕道任务，并分为两集播出。
3. ^  Riley & Maddison原本回转DeAngelo & Gary，但后者已经到达过回转，所以该回转无效。
4. ^  DeAngelo & Gary决定放弃该赛段的最后一个任务并接受2个小时罚时。
5. ^  在第终点线，Will向James求婚，James现场接受了求婚，二人的关系从“情侣”变成了“订婚”。

## 每集标题语录
每集标题通常引用自参赛者说过的话。
1. "One Million Miles" – Phil Keoghan
2. "Red Lipstick is Not My Color" – DeAngelo
3. "We're Makin' Big Moves" – Will
4. "Olé, Olé!" – Michelle
5. "You Don't Strike Me as a Renaissance Man" – DeAngelo
6. "I'm Not Even Walking, I'm Falling" – Hung
7. "Give Me a Beard Bump" – Maddison
8. "Are You A Rickshaw?" – James
9. "This is Not Payback, This is Karma" – Kaylynn
10. "Getting Down to the Nitty Gritty" – Riley
11. "Run on Your Tippy Toes" – Riley
12. "Now It's About Winning" – Chee

## 奖励
奖励颁发给每个赛段的冠军队伍。所有旅程都是由Travelocity提供。
- 第一赛段 - 无
- 第二赛段 - 瑞士双人游
- 第三赛段 - 巴厘岛双人游
- 第四赛段 - 每人5000美元
- 第五赛段 - 越南双人游
- 第六赛段 - 每人7500美元
- 第七赛段 - 拉斯维加斯双人游
- 第八赛段 - 七天风浪号游轮加勒比海双人游
- 第九赛段 - 挪威卑爾根双人游
- 第十赛段 - 无
- 第十一赛段 - 一百万美元

## 旅程
美国 →  千里達及托巴哥 →  巴西 →  哥伦比亚 →  巴拉圭 →  法國 →  德国 →   →  印度 →  柬埔寨 →  菲律賓 →  美国

## 赛程摘要

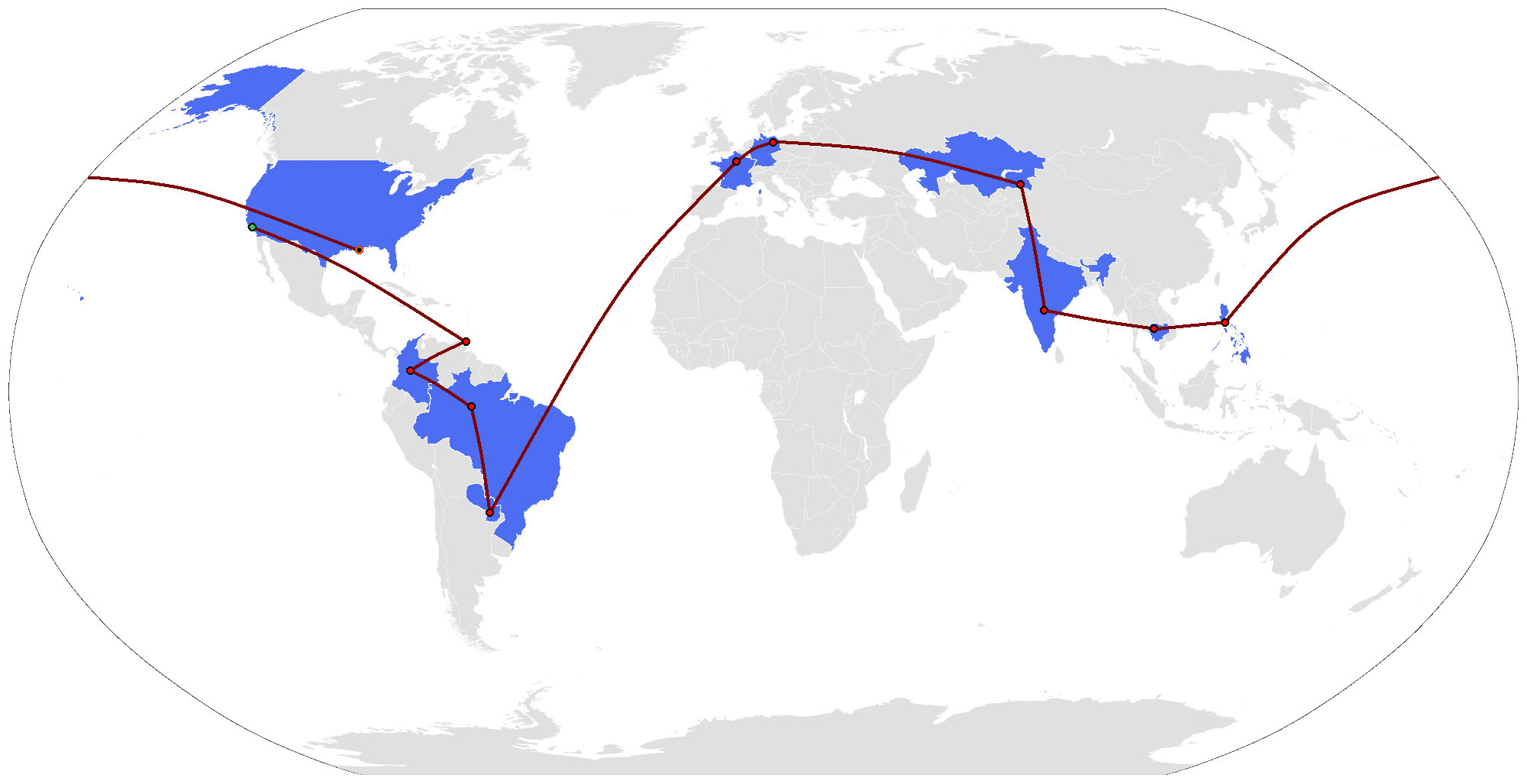
本季完整比赛路线和比赛中所造访的国家。

### 第一赛段（美国 → 特立尼达和多巴哥）

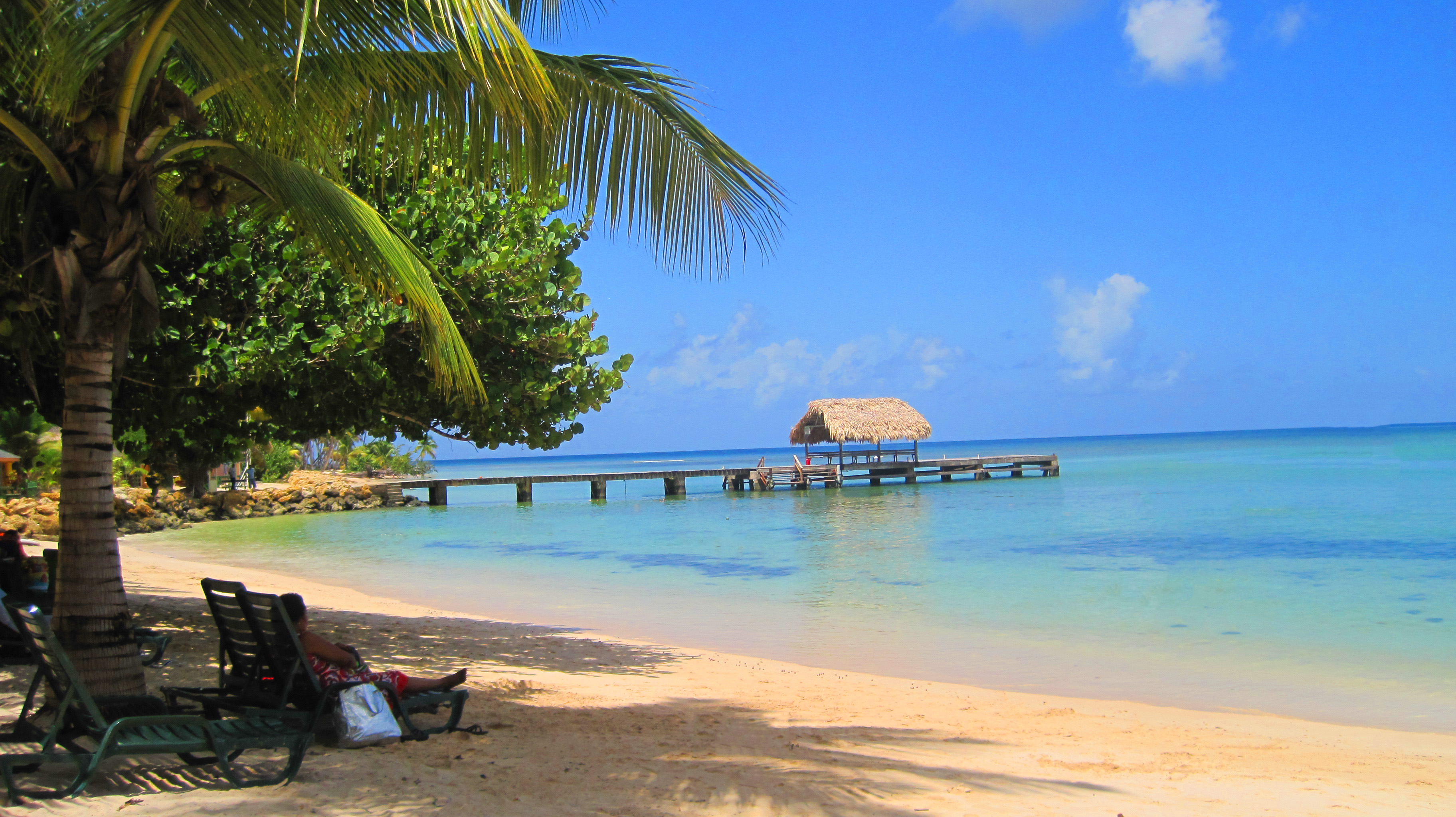
本赛段的路障地点-鸽子角.

- 美国，加利福尼亚州，洛杉矶好萊塢露天劇場（起跑線）
- 洛杉矶（洛杉磯國際機場）到 特立尼达和多巴哥，西班牙港（皮阿尔科国际机场）
- 圣奥古斯丁（24小时水果摊）[AT1]
- 圣奥古斯丁（“出埃及记”乐队练习场）[AT2]
- 西班牙港（皮阿尔科国际机场） 到 克朗角（A.N.R. 鲁滨逊国际机场）
- 鸽子角（燕子海滩）到 多巴哥岛（尼龙池）[AT3]
- 鸽子角（鸽子角码头）
- 鸽子角（鸽子角海滩）
- 布库（布库山羊赛场）[AT4]

本赛段任务摘要：
路障：谁认为他们可以拿下演出？（"Who thinks they can 'steel' the show?"）：一名队员要学习使用钢鼓学习一段歌谣“Day O”，在伴奏下演奏无误就能获得下一条线索。
附加任务
[AT1]：在24小时水果摊，队伍要将制作钢鼓的油桶滚动到400米外的乐队练习场就能获得下一条线索。
[AT2]：线索中藏有前往克朗角的机票，前面七队完成的将在翌日07：40出发，而余下四队将在翌日08：10出发。
[AT3]：在燕子海滩，队伍要乘坐快艇去尼龙池。队伍要记住快艇上的一条含有四位数字组合的独特彩绘鱼。然后队伍要下水在125条彩绘鱼中找到和自己快艇上颜色组合一摸一样的彩绘鱼，并利用快艇上的彩绘鱼的四位数字密码解开水里的鱼就能获得下一条线索。
[AT4]：在布库山羊赛场，队伍要各自牵一头山羊跑向中继站签到。

### 第二赛段（特立尼达和多巴哥 → 哥伦比亚）

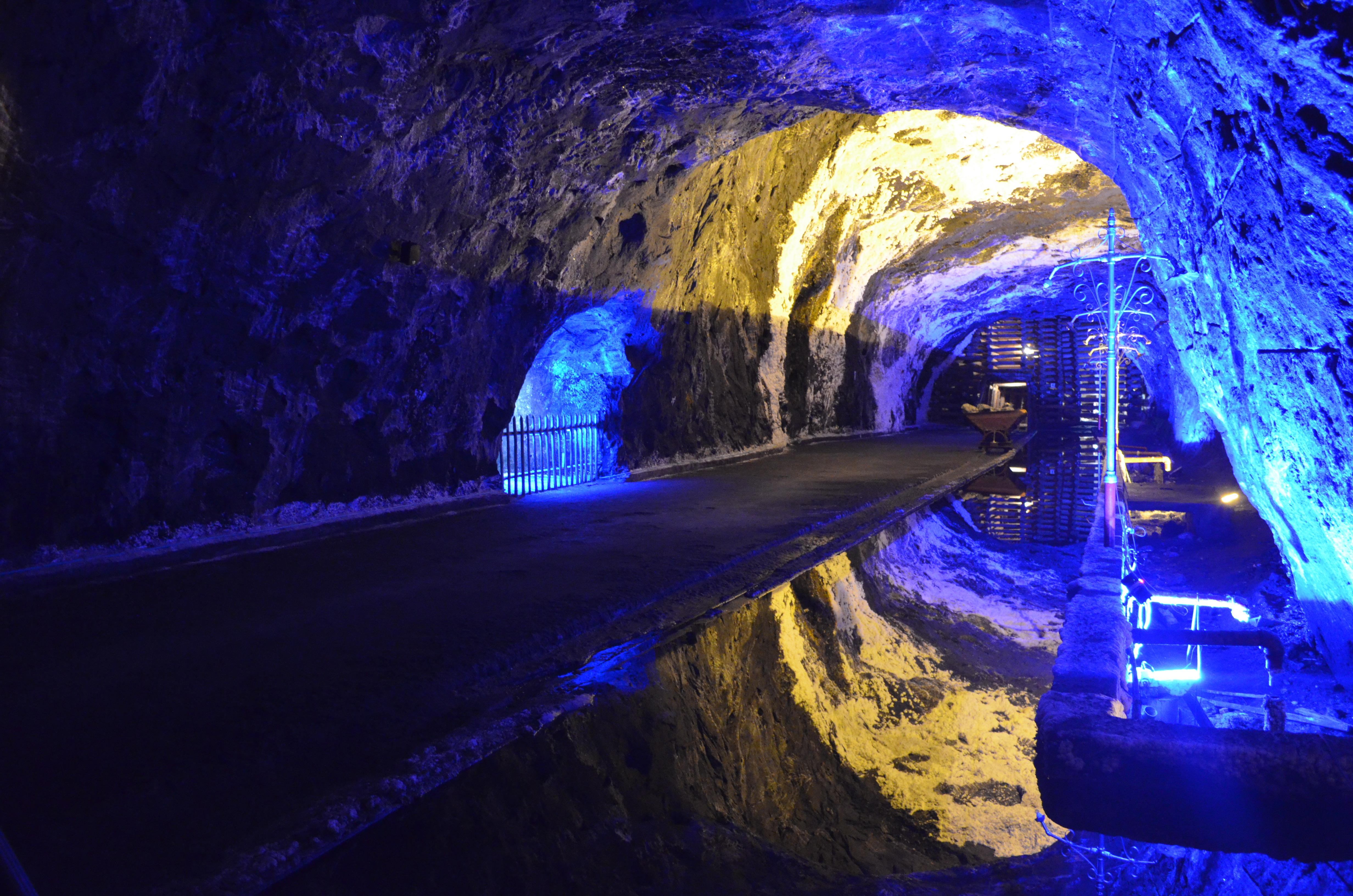
抵达波哥大后，队伍要前往內莫孔矿洞.

- 克隆角（ANR罗宾逊国际机场）到 哥伦比亚，波哥大（埃尔多拉多国际机场）
- 內莫孔（內莫孔矿洞）[AT1]
- 內莫孔（聖方濟各修道院）[AT2]
- 波哥大（罗萨里奥广场 或 罗萨里奥大学）[AT3]
- 波哥大（国家马戏学校）
- 波哥大（卡雷拉26＃10-03）[AT4]
- 波哥大（恩里克奥拉亚埃雷拉国家公园）

本赛段任务摘要：
路障：谁感觉自己像个小丑？（"Who feels like clowning around?"）：一名队员要打扮成小丑，先站入“死亡之轮”内在地面上滚上几圈。然后要边用手拿着托盘，一边走钢丝。只要成功来回走过一轮而托盘上的物品又不掉落就能获得下一条线索。
附加任务
[AT1]：队伍要进入內莫孔矿洞，然后在矿洞里面寻找10秒或者20秒的让路沙漏，以供之后赛程使用。然后队伍要在签到板上签到以决定翌日出发的时间。前五队将在翌日6：00am出发，剩下的队伍将落后半个小时出发。
[AT2]：在聖方濟各修道院，队伍要爬楼梯到钟塔的顶楼，会找到一个祖母綠宝石或者一个黄金筏模型，队伍要从中选择一个。
[AT3]：队伍要根据在钟楼得到的祖母綠宝石或黄金筏模型决定获得下一条线索的方式。队伍先回到波哥大市区，选择祖母綠宝石的队伍要将宝石送到罗萨里奥广场，将宝石交给鉴定人就能获得下一条线索。选择黄金筏的队伍要将模型送到罗萨里奥大学，将模型交给考古学教授就能获得下一条线索。
[AT4]：在卡雷拉26＃10-03，队伍要根据范例装饰一辆哥伦比亚翻斗车-‘volqueta’，当全部细节完全装饰无误后就能获得下一条线索。

### 第三赛段（哥伦比亚 → 巴西）

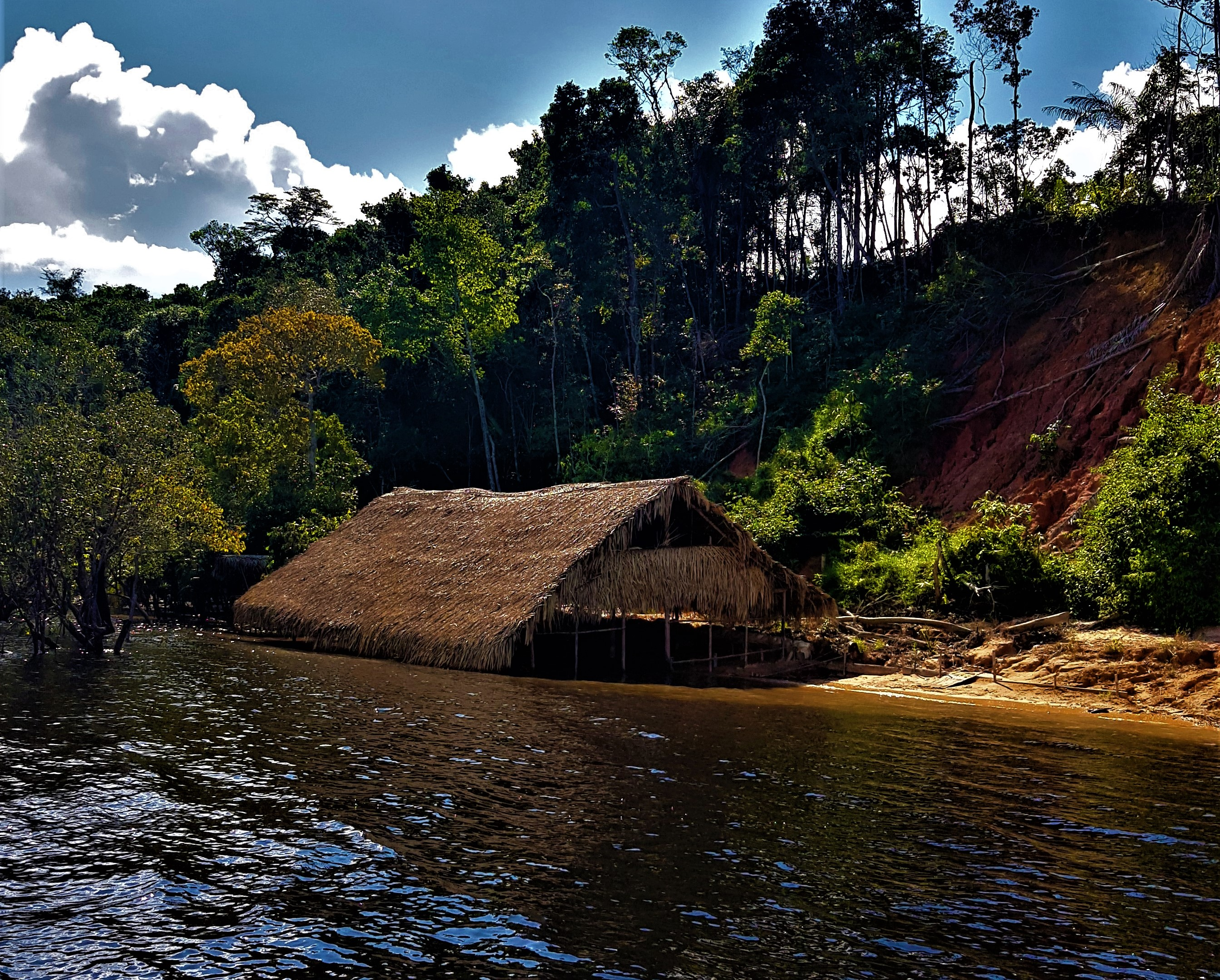
其中一个绕道任务要求队伍建造当地土著的房顶

- 波哥大（埃尔多拉多国际机场）到 巴西，马瑙斯（马瑙斯-爱德华多·戈梅斯国际机场）[AT1]
- 马瑙斯（里斯本阿道夫市场）[AT2]
- 马瑙斯（马瑙斯码头） 到 （图珀可保护区 - 德萨纳村）[AT3]
- 图珀可保护区（马洛卡海滩）
- 内格罗河（Corrêa Filho号）

本赛段任务摘要：
绕道：队伍要选择“庇护”或“煮熟”任一任务。
- 庇护（Shelter from Trees）：队伍需要拿一簇巴巴苏棕榈叶到达土著部落的新房子建造地，并利用在市场购买的工具用棕榈叶建造一部分的房顶就能获得下一条线索。
- 煮熟（Well Done Please）：队伍需利用在市场购买的食材准备三道当地土著食物就能获得下一条线索。

附加任务
[AT1]：在中继站，队伍要用提供的手机的软件Travelocity app自行订购前往马瑙斯的机票。
[AT2]：队伍会得到一张用葡萄牙语描写的清单，队伍要进入市场购买清单上面列出的十一样食材和物品（物品请单为：木薯根，贾卡塔拉棕榈叶编织的长管，两副手套，木薯根黄酱，2个吊床，果皮，钢大砍刀，木薯粉，10粒辣椒，皮拉鲁库鱼片和保温袋）。队伍要将购买好的商品带到码头检查，一切无误后就能获得下一条线索。
[AT3]：队伍要带着购买的物品乘船前往图珀可保护区，抵岸后部落族长会用标枪将挂在树上的线索射下交给队伍。

### 第四赛段（巴西 → 巴拉圭）
- 图珀可保护区（德萨纳村）到 马瑙斯 [AT1]
- 马瑙斯（马瑙斯-爱德华多·戈梅斯国际机场）到 巴拉圭，亞松森（西爾維奧·佩蒂羅西國際機場）
- 亞松森（卡图拉）
- 亞松森（第四号市场） [AT2]
- 亞松森（奥利里广场 或 中央火车站）
- 亞松森（意大利广场）

本赛段任务摘要：
路障：谁擅长做工？（"Who is feeling instrumental?"）：一名队员在垃圾堆填区收集指定垃圾，然后要利用回收垃圾为“再生乐团”组装一个大提琴，组装无误后就能获得下一条线索。
绕道：队伍要选择“堆西瓜”或“顶脑瓜”任一任务。本赛段的两个绕道任务都为极速前进20的回顾任务。
- 堆西瓜（Stack Your Melons）：队伍要前往一处水果市场，像本地水果商人一样把西瓜排成10X10的金字塔外形。当金字塔完成后，只要获得西瓜商的认可，队伍便可获得下一道线索。
- 顶脑瓜（Use Your Melon）：队伍要前往中央火车站，表演一种巴拉圭传统水瓶舞，将一个玻璃瓶放在头上然后表演一段舞蹈，在舞蹈结束前玻璃瓶都没摔碎就能获得下一道线索。

附加任务
[AT1]：在中继站，队伍要乘船返回马瑙斯开始第四赛段。
[AT2]：队伍在第四号市场要使用臼和杵准备足够的巴拉圭国饮-特雷拉酒并装进水瓶就能获得下一条线索，队伍在余下的赛段都要携带这个水瓶比赛。

### 第五赛段（巴拉圭 → 法国）

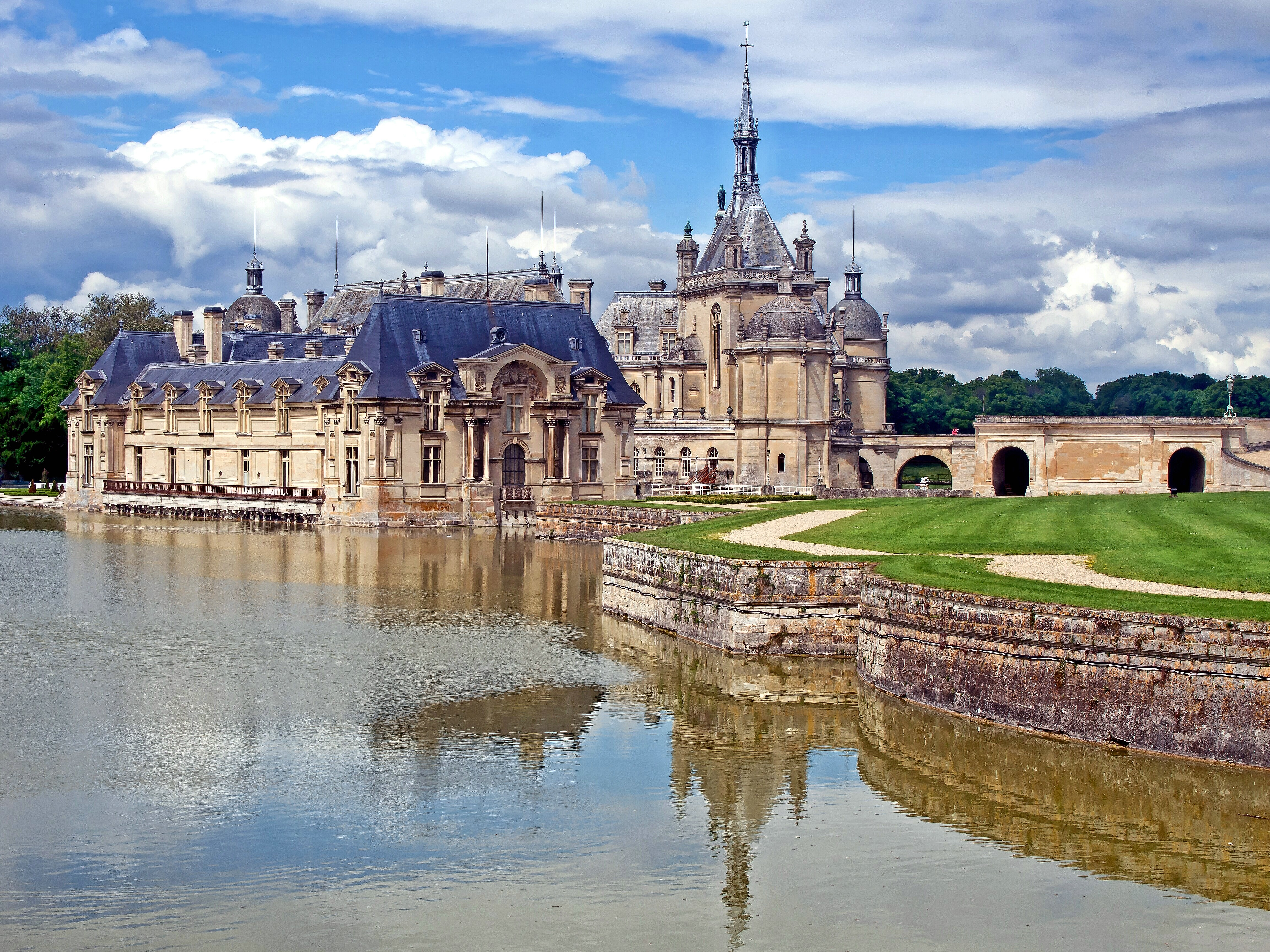
队伍将前往孔德博物馆进行本赛段第一个路障任务.

- 亞松森（西爾維奧·佩蒂羅西國際機場）到 法国，巴黎（巴黎夏尔·戴高乐机场）
- 尚蒂伊（尚蒂伊城堡）[AT1]
- 尚蒂伊（孔德博物馆）
- 尚蒂伊（Le Vertugadin）[AT2]
- 巴黎（游乐场艺术博物馆）
- 巴黎（艺术桥）

本赛段任务摘要：
减速障碍：Kaylynn & Haley需要为两匹尚蒂伊城堡的马清洁骑行装备，清洁完毕就能继续比赛。
路障1：谁有艺术的眼光？（"Who has an eye for art?"）：一名队员要将孔德博物馆一间屋子里的数十幅壁画与另一间屋子里的数十位具有文艺复兴时期打扮的聚会者进行比较，队员要找出与任意一幅画打扮的极为相似的聚会者，然后将聚会者带到博物馆工作人员面前，并说出匹配壁画的艺术家的名字就能获得下一道线索。
路障2：谁想挺身而出？（"Who wants to step right up?"）：没有完成上一个路障的队员必须完成这个路障。参与队员要进行三场19世纪的摊位游戏（分别为：passe boule，chamboule-tout和courses de chevaux）并胜出，就能获得下一道线索。
附加任务
[AT1]：抵达法国后，队伍要选择一辆手动大众途观并自驾前往尚蒂伊城堡获得下一条线索。
[AT2]：在Le Vertugadin，队伍要准备足够的鲜奶油并涂满两个派，并将派送到邻近的帐篷里面。队伍不知道的是，厨师们会躲在帐篷里在他们经过时将奶油派乱扔到队伍们的身上。

### 第六赛段（法国 → 德国）

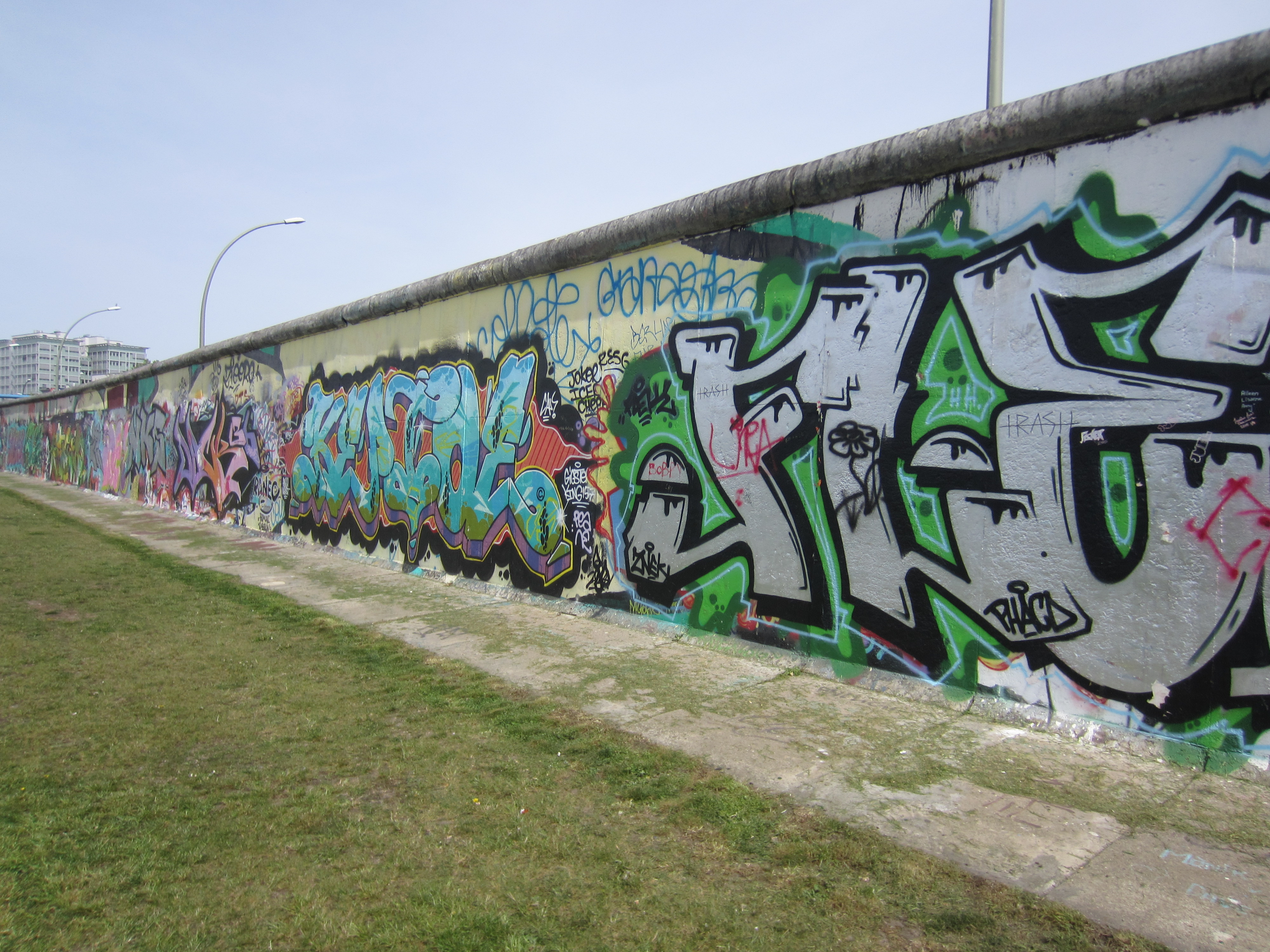
抵达柏林后，队伍要前往东边画廊搜寻线索.

- 巴黎（巴黎东站）到 德国，柏林（柏林火车总站）
- 柏林（东边画廊）[AT1]
- 柏林（Teledisko）[AT2]
- 柏林（安德烈維也納國際酒店）
- 柏林（柏林包豪斯青年旅馆 或 啤酒瑜伽馆）
- 柏林（新克尔恩）

本赛段任务摘要：
路障：谁想风拂发梢？（"Who wants to feel the wind in their hair?"）：一名队员要从180英尺（55米）高处面向地面垂降，过程中要解读地面上的乱码字母并重组成一个德语单词，落地后，成功拼出单词-“ sauerkraut ”就能获得下一条线索。
绕道：队伍要选择“唱出来”或“嗝出来”任一任务。
- 唱出来（Belt It Out）：队伍要用柏林喜劇和聲歌手的方式正确唱出德语歌曲-“Ich wollte ich wär' ein Huhn”（我希望我是一只鸡）的歌词就能获得下一条线索。
- 嗝出来（Belch It Out）：队伍要学习四组瑜伽动作并记住每个动作的名称，然后要作为导师领班授课，在喝啤酒的同时带领学员正确完成四组瑜伽动作就能获得下一条线索。

附加任务
[AT1]：抵达柏林后，队伍要前往东边画廊，找到带有极速前进色带的行李箱，里面有他们的下一道线索。
[AT2]：队伍要驾驶东德时代生产的卫星轿车前往Teledisko- 一个由废弃电话亭改建的迪士高，队伍要进入电话亭群魔乱舞三分钟直到音乐停止，队伍会收到一张带着线索的照片。

### 第七赛段（德国 → 哈萨克斯坦）

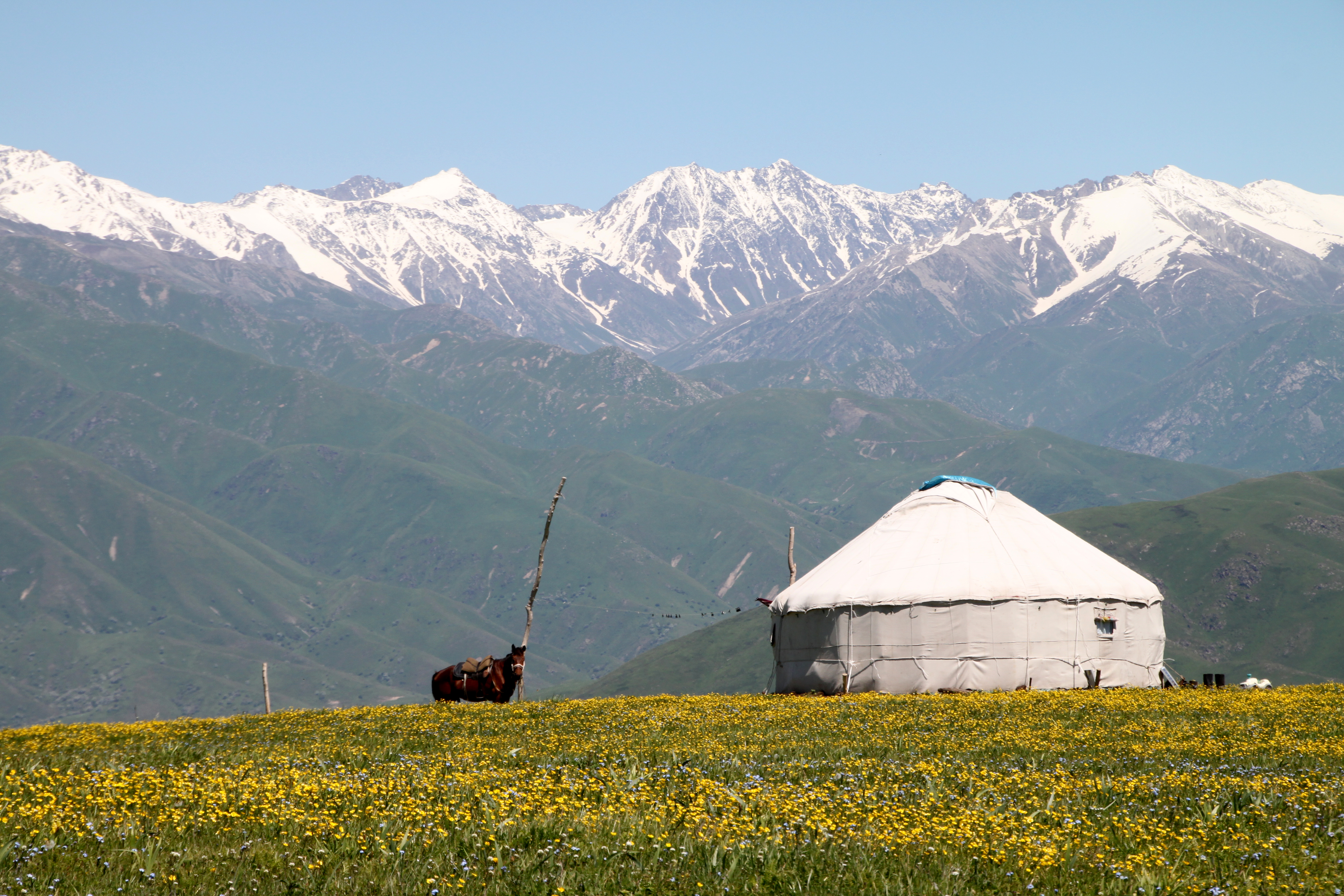
在哈萨克斯坦，队伍要完成摆设蒙古包内部的任务.

- 柏林（柏林-泰格尔奥托·利林塔尔机场）到 哈萨克斯坦，阿拉木图（阿拉木图国际机场）
- 阿拉木图（哈萨克电影制片厂）
- 卡拉赛区（游牧村）[AT1]
- 阿拉木图（Zelenyi集市）[AT2]
- 阿拉木图（第一总统公园）

本赛段任务摘要：
减速障碍：Kaylynn & Haley需要为对方涂上假胡须，就能继续比赛。
绕道：队伍要选择“大汗间谍”或“打趴敌人”任一任务。
- 大汗间谍（Great Khan's Spy）：队伍要观看一套电影片场的动作场景然后正确回答一系列的问题就能获得下一条线索。问题分别为：1、戰鬥中有幾匹馬進入村莊（6）？ 2、戰鬥中有多少名戰士用斧頭作戰？（1） 3、戰鬥中有多少名戰士攜帶長矛？（5） 4、大汗在戰鬥中向戰士們招呼了多少次？（0）
- 打趴敌人（Knock Out Guy）：队伍要表演一套精心编排的打斗场景，完成所有场景后打破一个陶土花瓶就能获得下一条线索。

附加任务
[AT1]：在游牧村落，队伍要从一头骆驼拿到一个载满物品的大包到一个空的蒙古包，然后要按着范例正确摆设蒙古包内部并从游牧民族拿一个煮沸的羊头放在桌上的托盘上就能获得下一条线索。
[AT2]：在Zelenyi集市，队伍要找到指定肉摊以得到下一条线索。

### 第八赛段（哈萨克斯坦 → 印度）

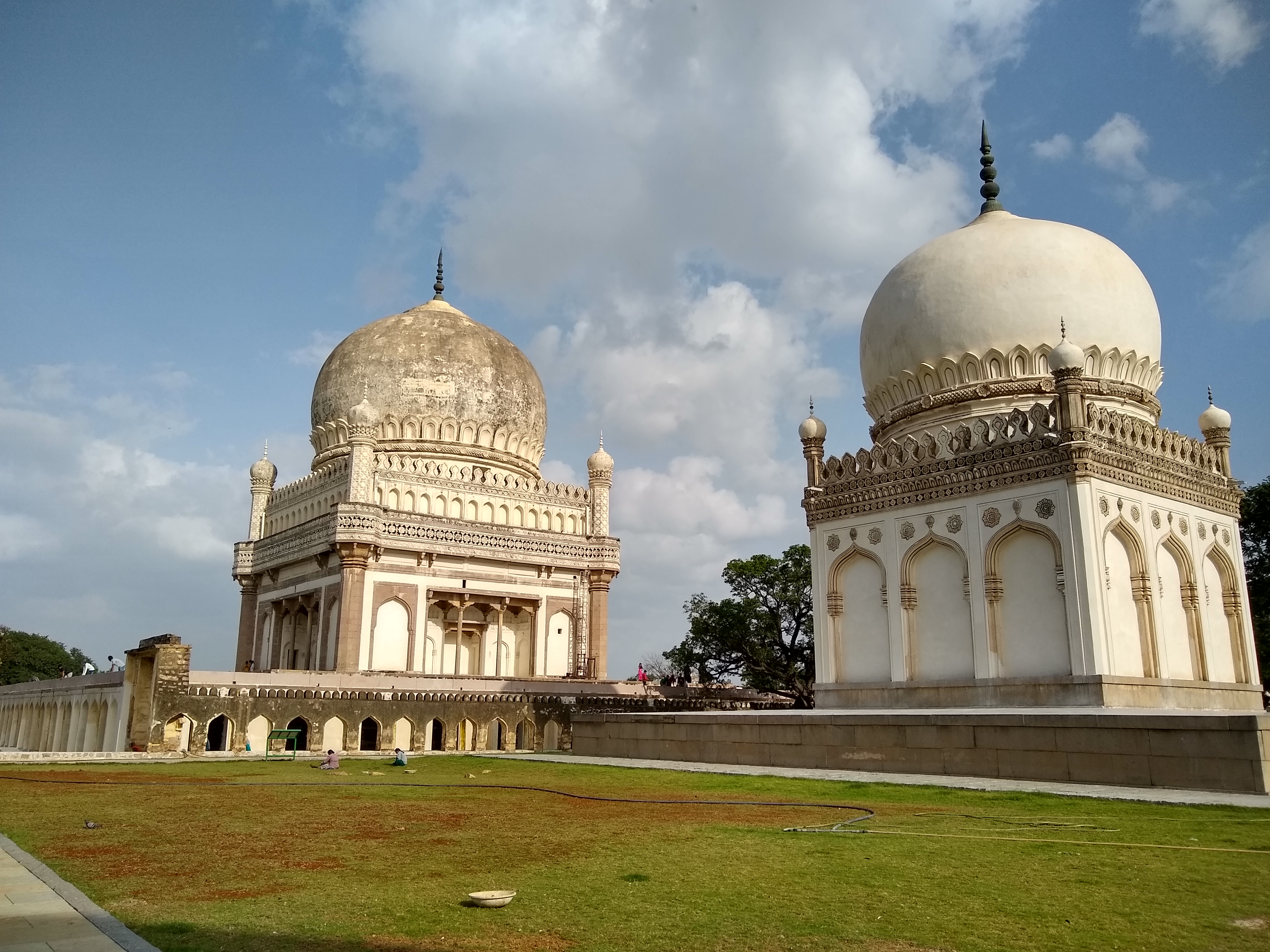
本次巨型赛段的第一个路障任务将在海德拉巴的穆罕默德·庫里·顧特卜沙希陵墓进行.

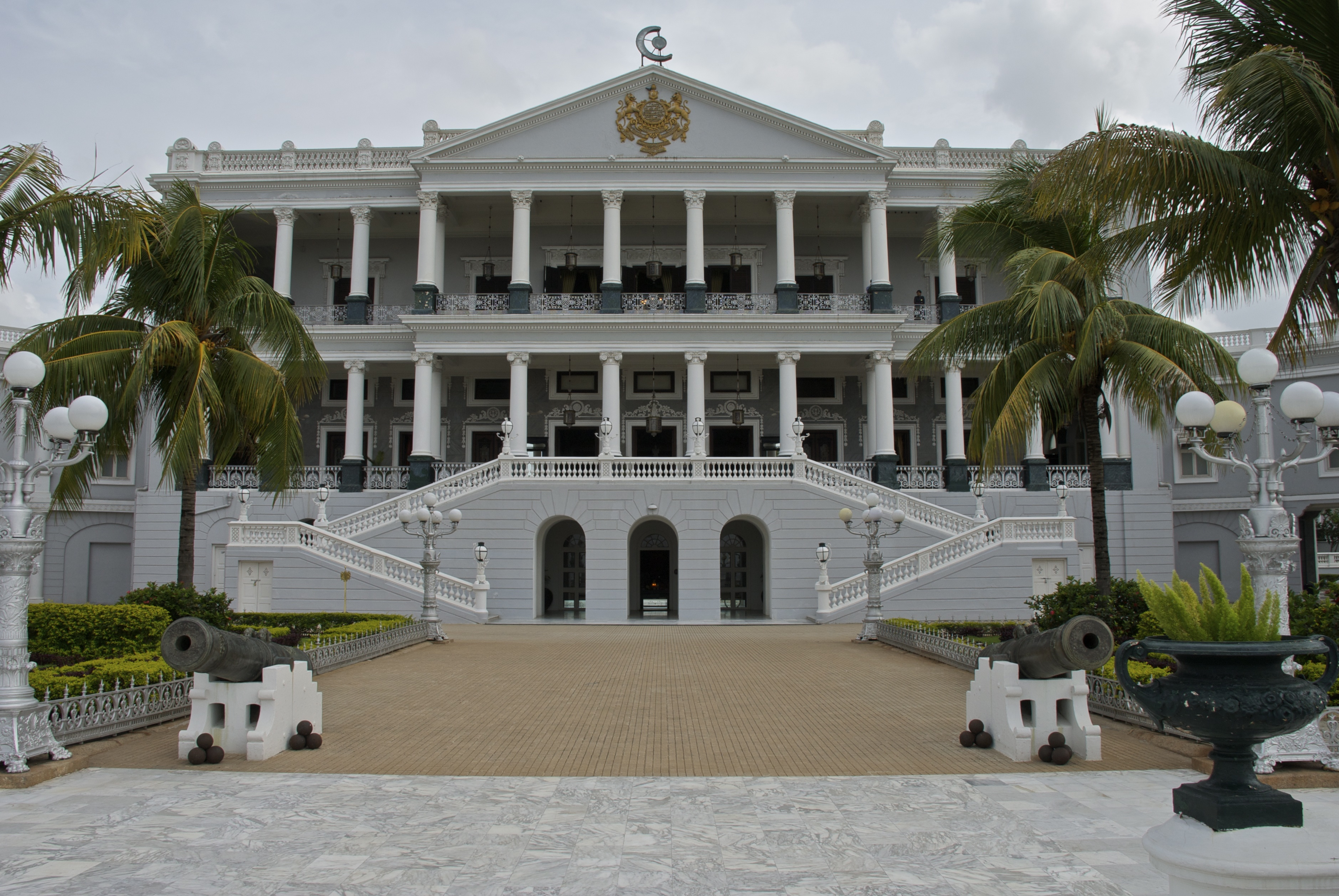
本赛段的最后一个任务点和中继站-泰姬陵法拉努玛宫.

- 阿拉木图（阿拉木图国际机场）到 印度，海得拉巴（拉吉夫·甘地国际机场）
- 海得拉巴（混合料理餐厅）[AT1]
- 海得拉巴（The Platina 或 T-Hub）
- 海得拉巴（穆罕默德·庫里·顧特卜沙希陵墓） （中途点）
- 海得拉巴（查米纳塔门）
- 海得拉巴（拉德集市 或 牙科诊所）
- [AT2] 海得拉巴（泰姬陵法拉努玛宫）

本赛段任务摘要：
绕道1：队伍要选择“外卖软件”或“数字陷阱”任一任务。
- 外卖软件（Food App）：队伍要从一间餐厅拿三单外卖，然后要使用手机和電話接線員实时联系，根据電話接線員的指导穿过拥挤的街道，把三份外卖送到各自正确的地址就能获得下一条线索。
- 数字陷阱（Number Trap）：队伍要从一个运动检测屏上捕捉所有突出显示的数字1和0，然后用这些数字破解一个二進制代碼，答案会带领队伍去到第四层的地堡获得下一条线索。

路障1：谁准备好翻开他们的头巾？（"Who's ready to flip their lids?"）：一名队员要使用平板的擴增實境功能，找到三个带着特本头巾并站在有特定图案的柱子前的男人的图像，然后到墓顶上配对三个带着一摸一样特本头巾的真人，再把真人带到图像相对应的柱子前就能获得下一条线索。
绕道2：本次绕道为盲选绕道。队伍要选择“这”或“那”任一任务。
- 这（This）：队伍要推一辆装满手鐲的推车到达一个商铺，然后要在众多手鐲中找到七个和新娘手上戴着的一样的手鐲就能获得下一条线索。
- 那（That）：队伍要前往一个牙科诊所，先用材料为一个病人制作一个牙印模，然后要抛光一组假牙，把假牙妥善的安在其他病人们嘴里就能获得下一条线索。

路障2：谁想把东西整齐摆好？（"Who wants to set things straight?"）：一名队员要根据印度皇室晚餐的確切標準，为长桌宴正确摆放十份餐桌布置，完全摆放正确就能获得下一条线索。
附加任务
[AT1]：在混合料理餐厅，队伍要在马路上拦截三辆嘟嘟車，然后为嘟嘟車进行烟雾测试，完毕后就能获得下一条线索。
[AT2]：在泰姬陵法拉努玛宫，队伍要换上Sherwani印度传统服装，然后和一对社交名流乘坐马车前往本季最后一个让路点。

### 第九赛段（印度 → 柬埔寨）

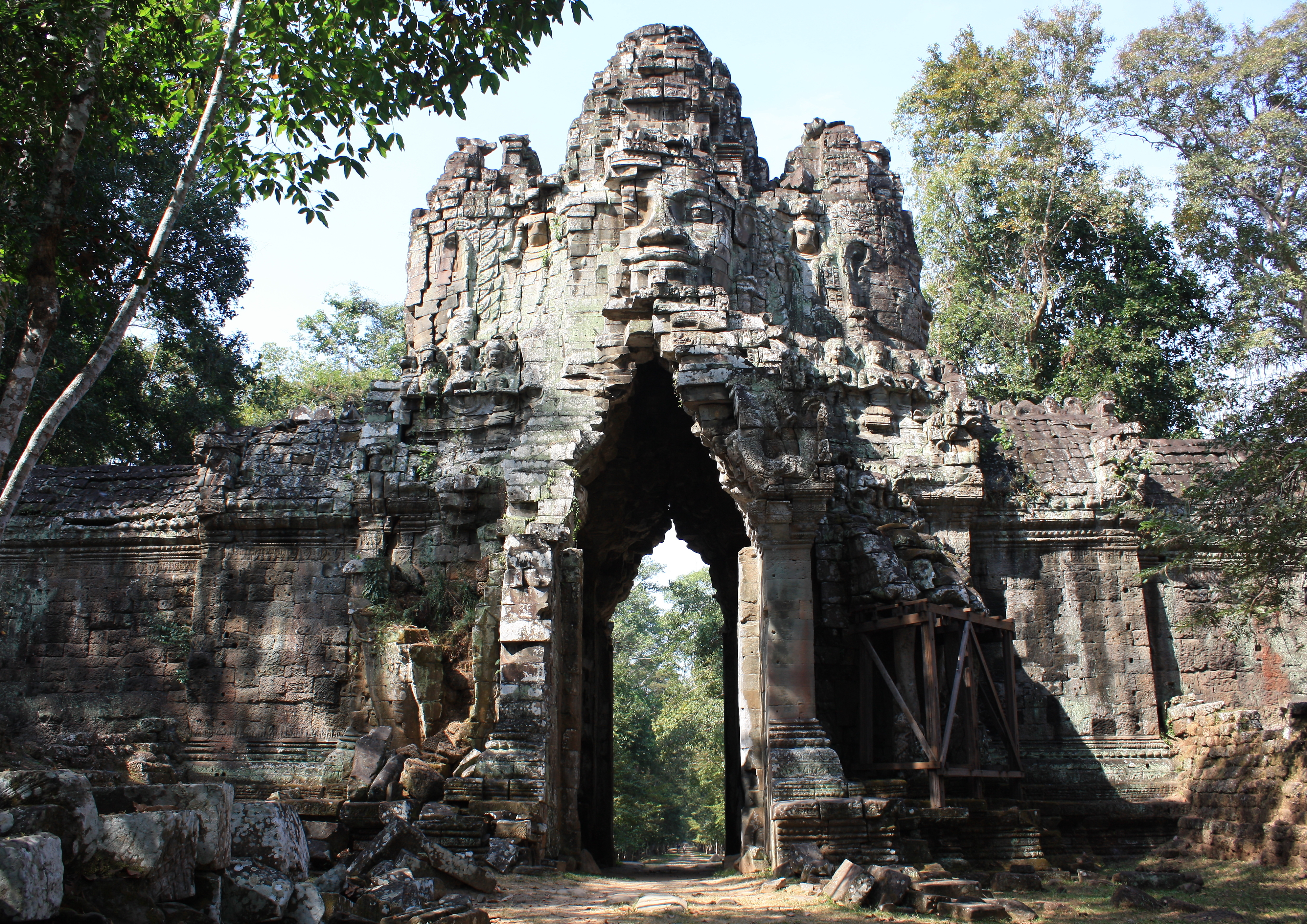
本赛段的中继站-大吳哥.

- 海得拉巴（拉吉夫·甘地国际机场）到 柬埔寨，暹粒（暹粒國際機場）
- 暹粒（老市场）[AT1]
- 暹粒（崇尼码头）到 洞里萨湖（实叻提米斯佛寺）[AT2]
- 洞里萨湖（崇尼村）
- 洞里萨湖（漂浮餐厅）
- 暹粒（高棉地板工艺厂）
- 暹粒（大吳哥-东门）

本赛段任务摘要：
绕道：队伍要选择“捕鱼”或“务农”任一任务。
- 捕鱼（Fish）：队伍要通过一个装置将一个3,280英尺（1,000 m）的渔网从水里拉出，该装置会自动将捕获的鱼和网分开。然后队伍要将旅游精灵挎包里的针安在秤上，当收集了至少15公斤（33磅）的鱼就能获得下一条线索。
- 务农（Farm）：队伍要混合堆肥和土壤的混合物，在浮动平台上根据范例完成一个当地的农产品浮动花园，最后从旅游精灵挎包里将种子种植就能获得下一条线索。

路障：谁觉得自己适合做模？（"Who thinks they can fit the mold?"）：一名队员要制作一个水泥花砖，完成后要用旅游精灵挎包里的钥匙去解锁一个滑动拼图箱，队伍一旦成功将旅游精灵图案拼出就能获得下一条线索。
附加任务
[AT1]：在老市场，队伍要找到一辆篤篤车，里面有一个旅游精灵、一篮子的祭品以及他们的线索。队伍要根据线索指引篤篤车前往崇尼码头。
[AT2]：在崇尼码头，队伍要乘船前往实叻提米斯佛寺，然后要虔诚的将那篮祭品交给出家人就能获得下一条线索。

### 第十赛段（柬埔寨 → 菲律宾）
- 暹粒（暹粒國際機場）到 菲律宾，马尼拉（尼诺伊·阿基诺国际机场）
- 马尼拉（黎刹公园-拉普拉普圈）[AT1]
- 帕赛市（马卡帕加林大道和桑托斯大道的交叉路口）[AT2]
- 帕赛市（亚洲SM购物中心）[AT3]
- 马尼拉（岷伦洛区-亲善门）[AT4]
- 马尼拉（马尼拉中央邮局）[AT5]
- 马尼拉（里瓦桑·博尼法西奥雕像）
- 马尼拉（梅汉花园）[AT6]
- 马尼拉（黎刹公园-拉普拉普圈）

本赛段任务摘要：
附加任务
[AT1]：抵达马尼拉后，队伍要登上一辆吉普尼前往黎刹公园的拉普拉普圈，主持人菲尔·基奥汉将会在那里接待他们并告知队伍本赛段将会以-“城市冲刺”的形式进行。意思是队伍将要进行一系列的任务并最终回到起点（同时亦为本赛段中继站），本赛段将不会设置路障和绕道任务，所有任务均有两位队员一起完成。告知完毕后菲尔指引队伍到公园附近的贴有标志的吉普尼找到下一条线索。
[AT2]：城市冲刺开始后，队伍要解一道谜语，成功解开谜底后会指引队伍前往寻找当地著名的舞蹈交警- Ramiro Hinojas。到达舞蹈交警所在地点后，队伍要在吉普尼经过舞蹈交警时伸手拿到交警手上的线索卡。
[AT3]：在亚洲SM购物中心，队伍要参加菲律宾一年一度举办的“细高跟鞋赛跑”- Tour de Takong。队伍穿着细高跟鞋在广场上跑满一圈后就能获得下一条线索。
[AT4]：在经过亲善门后，队伍要来到岷伦洛区（唐人街）找到四个舞狮，其中一个舞狮的嘴里含有队伍的下一条线索卡。
[AT5]：在马尼拉中央邮局，队伍为卡乐萨(Kalesa-西班牙式马车)的马准备饲料，饲料会在里瓦桑·博尼法西奥雕像附近的三个摊档里面，完成后就能获得下一条线索。
[AT6]：在梅汉花园，队伍要聆听乐队演奏四首乐曲，所有乐曲均在之前的赛段出现过。然后队伍要找到四个标有他们到访过的国家/地区的乐器箱，队伍按照他们访问这些国家/地区的顺序（而不是乐队演奏它们的顺序）将乐器箱正确排序就完成任务。正确答案为：
| 标志         | 千里達及托巴哥                                       | 哥伦比亚                                                                            | 巴拉圭                                                   | 法國                                                                    |
| 乐曲         | "Day-O" 特立尼达和多巴哥（第一赛段）的路障任务乐曲。 | "Entrance of the Gladiators" 哥伦比亚（第二赛段）的路障任务进行时马戏团演奏的乐曲。 | 巴拉圭（第四赛段）的路障任务完成时，学生们演奏的管弦乐。 | 法国尚蒂伊（第五赛段） 的路障任务时由弦乐四重奏演奏的文艺复兴时期乐曲。 |
| 乐队表演顺序 | 4th                                                  | 2nd                                                                                 | 3rd                                                      | 1st                                                                     |

### 第十一赛段（菲律宾 → 美国）

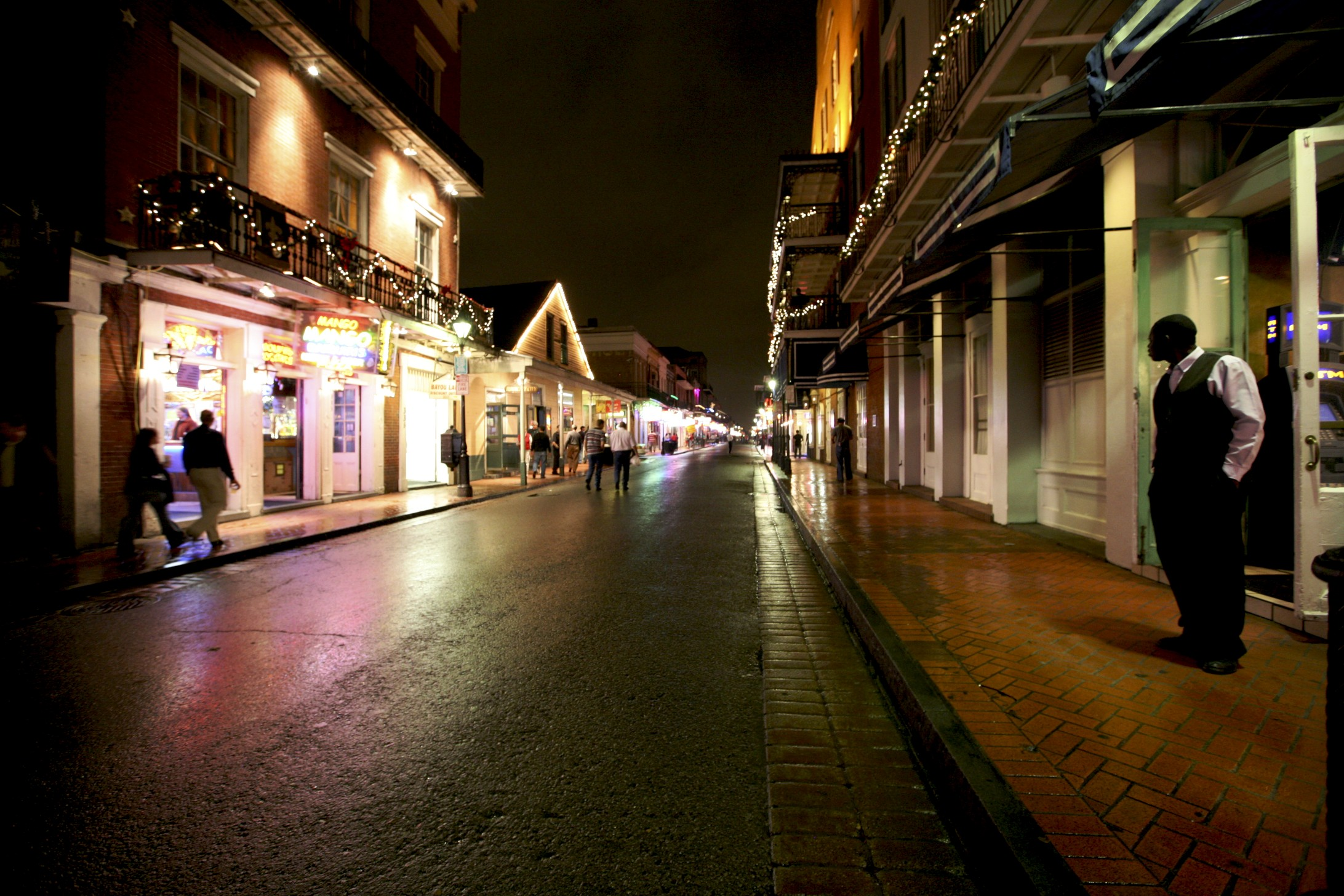
本赛季最终赛段的目的地-新奥尔良，队伍将到访历史性的波旁街。

- 马尼拉（尼诺伊·阿基诺国际机场）到 美国，新奥尔良，路易斯安那州（新奥尔良路易斯阿姆斯特朗国际机场）
- 新奥尔良（路易斯·阿姆斯特朗公园）
- 新奥尔良（法国区-波旁街）[AT1]
- 新奥尔良（法国区-贝涅咖啡店）
- 新奥尔良（新奥尔良道德会议中心-H大厅）
- 新奥尔良（月牙城大橋）
- [AT2] 新奥尔良（狂欢节世界）[AT3]
- [AT4] 新奥尔良（梅赛德斯-奔驰超级穹顶）

本赛段任务摘要：
路障1：谁将接住宝贝？（"Who will be left holding the baby?"）：一名队员要加入迪克西蘭街头乐队，队员要一路演奏传统乐器“搓衣板”直到抵达贝涅咖啡店。然后队员要从一堆国王饼里面找到一个饼里面藏着的小型国王饼宝宝挂件。找到后要和另一位队员吃掉六个国王饼就能获得下一条线索。
路障2：谁想大放异彩？（"Who wants to take a swing at this Roadblock?"）：没有完成上一个路障的队员必须完成这个路障。参与队员要爬到月牙城大橋下方，然后从密西西比河上方180英尺（55 m）的横梁上跳下来，抓住下一条线索。
附加任务
[AT1]：在波旁街，队伍要爬上狂欢节巡游花车的顶部，然后要收集从周围建筑物的阳台丢下来的和大元帥佩戴的相匹配的一串串珠子，一旦队伍收集到50串红色珠子和50串金色珠子就能获得下一条线索。
[AT2]：在完成第二个路障任务后，队伍要从月牙城大橋上垂降到地面，然后要滚动一個10英尺（3.0 m）高的球到达狂欢节世界找到下一条线索。
[AT3]：在狂欢节世界，队伍要在仓库里面搜索一个装有32个地球拼图的板條箱，然后队伍要用這些板條貼在球上以做出一个地球仪，最后把完成品放置在地上后狂欢节世界的老板就会交出下一条线索。
[AT4]：在最后一条线索里面，队伍会得到一个短语的暗示“聖者的行進（the Saints go marching in）”。指的是NFL球隊的主場-梅赛德斯-奔驰超级穹顶，亦为本赛季的终点线。